# ナイア・ジャックス
ナイア・ジャックス（Nia Jax、1984年5月29日 - ）は、アメリカ合衆国の女子プロレスラー。オーストラリアニューサウスウェールズ州シドニー出身。本名はサブリナ・ファネーネ（Savelina Fanene）。

## 来歴
ザ・ロックことプロレスラーで俳優のドウェイン・ジョンソンのいとこにあたる。カリフォルニア州サンマルコスのPalomar Collegeでバスケットボールに熱中、その後、カリフォルニアでモデルとして活躍。

### WWE

#### NXT
2014年にWWEとディベロップメント契約。WWEパフォーマンスセンターで基礎を学び、2015年5月14日にNXTのハウスショーでザーダのリングネームでデビュー、同年リナを経て8月にリングネームをナイア・ジャックス（Nia Jax）に改名。

#### WWE
2016年7月19日、WWE・SmackDown LIVEにてドラフトが行われ、RAWに指名された。
2017年8月28日、RAWにて行われたサーシャ・バンクス対アレクサ・ブリスの「Raw Women's Championship Match」で、試合後リングに上がり、王座に復帰したブリスを祝福。コーナーに上がって王座に復帰した事を観客にアピールするブリスを右肩に乗せ、リング内で歩みながら一回転しカメラの方を向いた瞬間表情が固くなり、直後後方にそのまま倒れこみブリスをマットに背中から叩きつけた。悶絶するブリスに対して微笑を浮かべると、倒れこむ際にブリスが落としたチャンピオンベルトを手に取り、しばらく眺めるとそれを右手で高く掲げ、王座挑戦をアピールした。
2018年4月8日、レッスルマニア34にてWWEロウ女子王座を保持するアレクサ・ブリスに挑戦。序盤より力で圧倒し、最後はコーナーの中段からサモアンドロップを決めて勝利。ベルトを奪取した。6月17日にオールステート・アリーナで行われたマネー・イン・ザ・バンクではロンダ・ラウジーに反則勝ちしたが、その直後にMITBラダーマッチを制したブリスがキャッシュインを行使。あっけなく王座から陥落した。
2020年8月30日、PayBack2020にて、シェイナ・ベイズラーとタッグを組みWWE女子タッグ王座に挑戦。王者組(サーシャ・バンクス・ベイリー)を破り戴冠を果たした。
2021年11月4日、WWEから解雇された。解雇された理由が新型コロナウイルスのワクチン接種を拒んだことだったとNew York Postは伝えている。
2023年1月28日、ロイヤルランブルのロイヤルランブル戦に出場。
2024年8月、サマースラムでベイリーに勝利し、WWE女子王座を獲得した。
2024年11月、クラウン・ジュエルでWWE女子王者として、女子世界王者のリヴ・モーガンと対戦。ピンフォール負けを喫し、女子クラウン・ジュエル王座を逃した。

## 得意技
変形DDT
ベアハッグからのDDTに移行する技。
2020年復帰後から新フィニッシャー。
ポップアップ・サモアンドロップ
相手を正面から頭上へ放り投げて、相手をバックフリップの要領で肩の上へ乗せ、そのまま後方へ倒れ込み相手を背面から叩き付ける。
サモアン・ドロップ
雪崩式 サモアン・ドロップ
コーナーの中段からサモアンドロップを決る。
レッグ・ドロップ
ヘッドバット
エルボー

## 獲得タイトル
WWE
- WWE女子王座 : 2回[9]

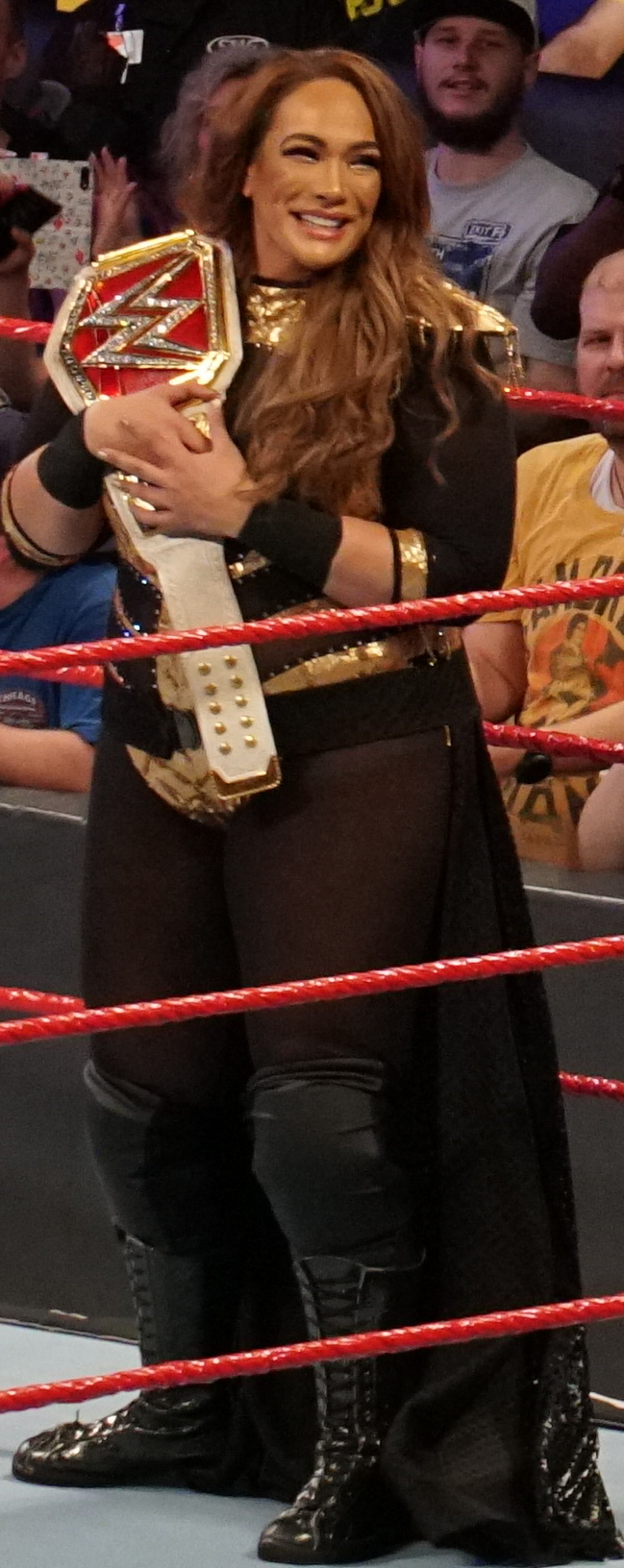
WWEロウ女子王座

- WWE女子タッグ王座 : 2回（第7代.第9代）

w /シェイナ・ベイズラー
- クイーン・オブ・ザ・リング：優勝（2024年）